# 虹のエアポート
『虹のエアポート』（にじのエアポート）は、1975年10月7日から1976年1月6日までTBS系列局で放送されていたテレビドラマである。松竹とTBSの共同製作。全14話。放送時間は毎週火曜 20:00 - 20:55 （日本標準時）。

## 概要
パイロットを目指す若者たちの希望、失意、友情、勇気などの哀歓の姿を、教官やスチュワーデスたちとの交流も織り交ぜて描いたドラマ。「航空根性ドラマ」とも紹介されたことがある。航空大学校および全日本空輸 (全日空：ANA) が撮影に協力しており、オープニングでは当時のANAの主力機であったボーイング727やロッキード L-1011 トライスターの飛行シーンが使われている。
主演の桜木健一によると、「5年はやるからね」と言われて張り切っていたということだったが、僅か3か月の14話で終わってしまった。早期に終了をした理由について桜木は「（本作終了直後の1976年2月に明るみに出た）ロッキード事件の影響だった」と話している（前述の通り、本作中にはロッキード社製の航空機が使われていた）。
CS等で複数の再放送や多くのリクエストがあったものの、長年にわたりソフト化されていなかったが、2022年12月23日にDVDが発売された。

## キャスト
- 松木健一：桜木健一
  - 「お前は冷静さが要求されるパイロットには向かない」という父・健造の反対を押し切って航空大学校に入学[4]。卒業後、全日空パイロット。
- 進藤正克：中山仁 - 航空大学校教官、トライスター機長
- 泉田秀夫：森本レオ - 航空大学校同窓生、パイロット同僚
- 中倉雄作：東山敬司 - 航空大学校同窓生、パイロット同僚
- 石原純子：浅茅陽子 - ファーストスチュワーデス
- 淡口潤：江藤潤 - 元航空自衛官、パイロット同期
- 岡本稔：大和田獏 - 航空大学校同窓生、新聞社パイロット
- 石谷：山下勝也
- 佐藤：藤竹修 -  航空大学校同窓生、全日空同僚
- 小林：西島明彦 - 航空大学校同窓生、全日空同僚
- 葉山啓子：松坂慶子 - 進藤の恋人で、健一の憧れの人
- 石原なつめ：コッペ - 純子の妹
- 石原時江：鳳八千代 - 純子の母
- 松木健造：加藤武 - 健一の父
- 松木章子：斎藤美和 - 健一の母
- 松木康二：宮田真 - 健一の弟
- 明子：瞳順子 - 泉田の恋人（深夜放送ラジオパーソナリティ）
- 咲子：岸ユキ - スチュワーデス
- 花田：伴淳三郎 - 全日空寮長
- 花田夫人：三崎千恵子 - 全日空寮母
- 大森：山村聡 - 元航空大学校校長、全日空顧問
- 竹内機長：竜雷太- YS-11機長、B727機長、トライスター機長

### ゲスト
- 長田機長：江原真二郎 （第2話）- 進藤の先輩
- 増井山（第2話）- 歌唱
- 宮本：福田豊土（第6話）- 全日空教官
- 千春：田坂都（第6話）- 熊本の郷土料理屋の看板娘
- 千春の父：瀬良明（第6話）- 熊本の郷土料理屋主人
- 吉田機長：森次晃嗣（第9話）- YS-11機長
- 白井：山下洵一郎（第9話）- 航空機の乗客、建設会社営業マン
- 洋子：桃山みつ子（第9話）
- 風間杜夫（第9話）- YS-11セカンドオフィサー
- 倉石功（第10話）- YS-11機長
- 九条華：鈴木光枝（第11話）- 小型機パイロット
- 七重：三東ルシア（第11話）- 九条華の孫娘
- 武：佐野伸司（第14話）

## スタッフ
- 脚本：石森史郎、大槻義一
- 監督：広瀬襄、湯浅憲明、大槻義一、番匠義彰
- 音楽：渡辺岳夫
- 制作：松竹株式会社、TBS

## 主題歌
「青春の刻」（せいしゅんのとき）
作詞：さいとう大三 / 作曲：渡辺岳夫 / 編曲：馬飼野康二 / 歌：桜木健一
1976年のポリドール・レコードのヒット賞を受賞した。

## 放送日程
| 回数 | 放送日         | サブタイトル | 脚本     | 監督     |
| ---- | -------------- | ------------ | -------- | -------- |
| 1    | 1975年 10月7日 | 挑戦         | 石森史郎 | 広瀬襄   |
| 2    | 10月14日       | 激突         | 石森史郎 | 広瀬襄   |
| 3    | 10月21日       | 出発         | 石森史郎 | 湯浅憲明 |
| 4    | 10月28日       | 火花         | 石森史郎 | 湯浅憲明 |
| 5    | 11月4日        | 経験         | 石森史郎 | 大槻義一 |
| 6    | 11月11日       | 試練         | 石森史郎 | 大槻義一 |
| 7    | 11月18日       | 真実         | 石森史郎 | 大槻義一 |
| 8    | 11月25日       | 離陸         | 石森史郎 | 広瀬襄   |
| 9    | 12月2日        | 危機         | 石森史郎 | 広瀬襄   |
| 10   | 12月9日        | 恋歌         | 石森史郎 | 番匠義彰 |
| 11   | 12月16日       | 情熱         | 石森史郎 | 番匠義彰 |
| 12   | 12月23日       | 疑惑         | 大槻義一 | 大槻義一 |
| 13   | 12月30日       | 旅情         | 石森史郎 | 湯浅憲明 |
| 14   | 1976年 1月6日  | 讃歌         | 石森史郎 | 番匠義彰 |

## ネット局
特記の無い限り全て放送時間は火曜 20:00 - 20:54、同時ネット。
- TBS
- 北海道放送[6]
- 青森テレビ[7]
- 岩手放送[8]
- 東北放送[9]
- 福島テレビ[9]
- 新潟放送[10]
- 北陸放送[10]
- 信越放送[11]
- テレビ山梨[12]
- 静岡放送[12]
- 中部日本放送[13]
- 毎日放送[14]
- 山陰放送[15]
- 山陽放送[16]
- 中国放送[16]
- テレビ高知[17]
- RKB毎日放送[18]
- 長崎放送[18]
- 熊本放送[18]
- 大分放送[19]
- 宮崎放送[20]
- 南日本放送[20]
- 琉球放送[21]

## 参考資料
- テレビドラマデータベース[どれ?]